# Castellanos de Moriscos
Castellanos de Moriscos es un municipio y localidad española de la provincia de Salamanca, en la comunidad autónoma de Castilla y León. Se integra dentro de la comarca de La Armuña. Pertenece al partido judicial de Salamanca y a la Mancomunidad La Armuña.
Su término municipal está formado por las localidades de Alto del Barro, Castellanos de Moriscos, polígono industrial y la urbanización La Almunia, además de por los despoblados de El Praíto, Fuente Pedraza y Prado del Valle, ocupa una superficie total de 13,84 km² y según los datos demográficos recogidos en el padrón municipal elaborado por el INE en el año 2017, cuenta con una población de 2557 habitantes.

## Geografía
Integrado en la comarca de La Armuña, se sitúa a 8 kilómetros de la capital salmantina. El término municipal está atravesado por la autovía de Castilla A-62 entre los pK 228 y 233 y por su alternativa convencional, la carretera de Burgos a Portugal por Salamanca N-620, además de por carreteras locales que conectan con Moriscos y San Cristóbal de la Cuesta. El relieve del municipio es prácticamente llano, con altitudes que oscilan entre los 871 metros y los 811 metros. El pueblo se alza a 835 metros sobre el nivel del mar. 
| Noroeste: La Vellés               | Norte: La Vellés | Nordeste: Pedrosillo el Ralo |
| Oeste: San Cristóbal de la Cuesta |                  | Este: Gomecello              |
| Suroeste: Villares de la Reina    | Sur: Moriscos    | Sureste: Moriscos            |

## Historia
Su fundación se remonta a la repoblación efectuada por los reyes de León en la Edad Media, quedando integrado en el cuarto de Armuña de la jurisdicción de Salamanca, dentro del Reino de León, denominándose en el siglo XIII "Castellanos de Morisco" por haberse repoblado con gentes procedentes de Castilla. Con la creación de las actuales provincias en 1833, quedó encuadrado en la provincia de Salamanca, dentro de la Región Leonesa.

## Demografía
Cuenta con una población de 3051 habitantes (INE 2024).
| Gráfica de evolución demográfica de Castellanos de Moriscos entre 1842 y 2021 |
| |
| Población de derecho según los censos de población del INE Población de hecho según los censos de población del INEEntre el censo de 1981 y el anterior, crece el término del municipio porque incorpora a 37207 (Moriscos) y 37278 (San Cristóbal de la Cuesta) Entre el censo de 1991 y el anterior, disminuye el término del municipio porque independiza a 37207 (Moriscos) y 37278 (San Cristóbal de la Cuesta) |

En las primeras dos décadas del siglo XXI se produjo un extraordinario crecimiento.
| Gráfica de evolución demográfica de Castellanos de Moriscos entre 2000 y 2023 |
|                                                                               |
| Población a 1 de enero según el padrón municipal del INE                      |

En 1826 los habitantes eran 221, según el Diccionario geográfico-estadístico de España y Portugal de Sebastián Miñano y Bedoya.

### Núcleos de población
El municipio se divide en varios núcleos de población, que contaban en 2019 con la siguiente población según el INE:
| Núcleo de población     | Población |
| ----------------------- | --------- |
| Castellanos de Moriscos | 1958      |
| Polígono industrial     | 441       |
| Urbanización La Almunia | 265       |
| Alto del Barrio         | 11        |
| El Praíto               | 2         |
| Prado del Valle         | 0         |
| Fuente Pedraza          | 0         |

## Monumentos y lugares de interés

### Club de Tenis Cabrerizos
El Club de Tenis Cabrerizos fue inaugurado a primeros de 2010. El club está formado por 8 pistas de tenis, de las cuales 5 son cubiertas, repartidas entre los complejos del centro deportivo Moriscos y Graveras Sánchez. Este club participa principalmente en el Campeonato de Interclubs autonómico y provincial.

### Iglesia parroquial de San Esteban
La iglesia parroquial de Castellanos de Moriscos fue declarada Bien de Interés Cultural el 29 de abril de 1999. En el Libro de los "Lugares y aldeas del obispado de Salamanca" original de 1604-1629 transcrito y editado por A. Casaseca y J.R. Nieto se describe a la iglesia y al lugar en los siguientes términos: "Este lugar tiene 150 vezinos, la iglesia de Sant Estevan, de cantería, no bien tradada, está oscura, y tiene una esquina muy mala, la cual tiene a¿¿i que quiereb hacer en ella la torre para las campanas y ay precisa necesidad respecto que eb la una parte del lugarmo se oyen, ahora tiene esta iglesia un retablo de talla que a muchos años que lo tiene a su cargo Juan de Guerta, escultor, vezino de Salamanca y no a traído los saltos de bulto que faltan, a se llevado muchos dineros este escultor acostumbrado a poner quien saque la fábrica y se ha llevado estos años atrás la renta, merece este escultor en todas las obras de esta iglesia assi de su oficio como de cantería, quedoles mandado sin verse con Vª Sª y asimismo que dentro de un mes se ajusten de quenta con él y que le compelan a traer las figuras que está obligado. La fábrica de esta iglesia (vale) 26 mil maravedis y gástalos todos con este retablo, tiene necesidad de una casulla de raso morado, llana, que les madé la hiciesen sin bordaduras con su pasamanico de oro por la cenefa y así mismo unos guardapolvos y amitos y cíngulos y tres aras...."

## Administración y política
| Periodo   | Nombre                        | Partido | Partido                                  |
| --------- | ----------------------------- | ------- | ---------------------------------------- |
| 2003-2011 | José Ignacio Escudero Sánchez |         | Partido Socialista Obrero Español (PSOE) |
| 2011-2015 | Agustín Sánchez Curto         |         | Partido Popular (PP)                     |
| 2015-2019 | Ángel Molina Martínez         |         | Partido Popular (PP)                     |
| 2019-2023 | Victoria Manjón Barrera       |         | Partido Popular (PP)                     |

| Partido político                         | 2023  | 2023  | 2023       | 2019  | 2019  | 2019       | 2015  | 2015  | 2015       | 2011  | 2011  | 2011       | 2007  | 2007  | 2007       | 2003  | 2003  | 2003       |
| Partido político                         | %     | Votos | Concejales | %     | Votos | Concejales | %     | Votos | Concejales | %     | Votos | Concejales | %     | Votos | Concejales | %     | Votos | Concejales |
| Partido Popular (PP)                     | 55,47 | 730   | 7          | 41,69 | 492   | 5          | 35,38 | 374   | 4          | 57,18 | 506   | 6          | 45,05 | 241   | 3          | 47,08 | 137   | 3          |
| Partido Socialista Obrero Español (PSOE) | 27,35 | 360   | 3          | 17,20 | 203   | 2          | 19,30 | 204   | 2          | 31,75 | 281   | 3          | 46,73 | 250   | 4          | 50,86 | 148   | 4          |
| Vox                                      | 15,04 | 198   | 1          | —     | —     | —          | —     | —     | —          | —     | —     | —          | —     | —     | —          | —     | —     | —          |
| Ciudadanos (CS)                          | —     | —     | —          | 18,42 | 14    | 0          | 18,64 | 197   | 2          | —     | —     | —          | —     | —     | —          | —     | —     | —          |
| Izquierda Unida (IU)                     | —     | —     | —          | 4,92  | 58    | 0          | 15,14 | 160   | 2          | 7,46  | 66    | 0          | 6,92  | 37    | 0          | —     | —     | —          |
| Unión Progreso y Democracia (UPyD)       | —     | —     | —          | —     | —     | —          | 9,84  | 104   | 1          | —     | —     | —          | —     | —     | —          | —     | —     | —          |

## Servicios
Castellanos de Moriscos cuenta con servicio de transporte metropolitano.

### Residencia
La residencia de mayores Albertia Castellanos, ubicada en la localidad de Castellanos de Moriscos y a tan solo 9 km de Salamanca capital, ofrece:
- 176 plazas residenciales para estancias temporales o permanentes.

El centro, con nueva propiedad por Albertia, ofrece modernas instalaciones junto a los mejores profesionales. Además, Albertia es el primer grupo de residencias en obtener de AENOR la certificación del “Protocolo COVID19”.

### Deporte
Actualmente tras la inauguración del polideportivo iGP Lenteja de la Armuña, cuenta con numerosas actividades deportivas (fútbol sala, baloncesto, kick boxing, kárate, judo...), además de la última incorporación de un gimnasio. También cuenta con una pista de fútbol sala al aire libre, y dos pistas de pádel cubiertas.